# Yetminster
Yetminster är en civil parish i Storbritannien.   Den ligger i kommunen Dorset och riksdelen England, i den södra delen av landet, 180 km väster om huvudstaden London.
Benjamin Jesty, den förste kända personen att inokulera kokoppor för att ge immunitet levde i Yetminster.